# ایوب پیامبر
ایوب پیامبر فیلمی به کارگردانی و نویسندگی فرج‌الله سلحشور محصول سال ۱۳۷۱، که بر اساس زندگی‌نامه شخصیت ایوب نبی است. این فیلم در اصل کوتاه‌شده مجموعه تلویزیونی کامل‌تر است که در پنج قسمت ۴۰ دقیقه‌ای از شبکه دو سیما پخش شده است. مجموعهٔ تلویزیونی و نسخهٔ سینمایی ایوب پیامبر تا به‌حال چندین بار از شبکه قرآن بازپخش شده است.

## داستان
از جایگاه رفیع ایوب پیامبر در پیشگاه خداوند شیطان دچار حسادت و خشم می‌شود و مشیت خداوندی بر این قرار می‌گیرد که ایوب را به سختی‌ها و مصائب بیازماید. زاید شیطان این همه ایمان را در وجود ایوب باور ندارد. این فیلم داستان پایداری و بردباری این پیامبر را در برابر سختی‌ها نشان می‌دهد.

## بازیگران
- فرج‌الله سلحشور
- کبری فرخی
- عطاءالله سلمانیان
- اسرافیل علمداری
- سعید قائمی
- اصغر شریف‌زاده
- محمودرضا تیموریان
- محسن گلناری
- محمدرضا باقری
- هادی فرزدی
- زهره اسدبیگی
- ناصر اشهد
- سمیرا عیوقی
- نوشین دانایی
- بصیر سلحشور
- امین مولایی فر
- محمدرضا حافظی
- حسین گل ممقانی
- محمد لطفیان
- دهقان
- مرتضی اکبری
- فرزانه سلطانی
- فاطمه اسدبیگی
- زهرا فرخی
- اسماعیل رجبی
- مهدی قانع
- محمدمهدی شاه محمدی
- علیرضا محمدی
- علی دانش
- محمدرضا محمدی
- سعید افشار
- عادل غرقی
- مهدی درگاهی
- محمد حمزه‌زاده